# Summer World University Games 2025/Teilnehmer (Argentinien)
| Gelbes Symbol für Goldmedaillen mit stilisierten Olympischen Ringen | Graues Symbol für Silbermedaillen mit stilisierten Olympischen Ringen | Braundes Symbol für Bronzemedaillen mit stilisierten Olympischen Ringen |
| ------------------------------------------------------------------- | --------------------------------------------------------------------- | ----------------------------------------------------------------------- |
| —                                                                   | —                                                                     | —                                                                       |

Argentinien nahm mit 67 Sportlern (33 Männer und 34 Frauen) an den Summer World University Games 2025 teil.

## Teilnehmer nach Sportarten

### Basketball
| Männer - Sebastian Herreros - Ivan Alejandro Krokovich - Joaquin Bruel - Francisco Bartolome Alonso - Jose Ignacio Copesky - Tomas Ariel Rebour - Nicolás Kelman - Inaki Quintana Andrine - Boris Hentschel - Alejo Valentin Sacchi - Tomas Lautaro Barooso - Facundo Martin Vallone | Frauen - Dagmar Hentschel - Rosario Montana - Paula Santini - Margarita Murphy - Martina Wolfl - Lourdes Briones Pavon - Vera Usach - Guadalupe Anahi Bellosta - Abril Romagnoli - Lucia Becerra |

### Bogenschießen
|  | Frauen - Irene Zapata (Recurve) |

### Fechten
|  | Frauen - Rayllen Prafil Capaccio (Degen) |

### Judo
|  | Frauen - Valentina Quimey Narváez (bis 52 kg) |

### Leichtathletik
| Männer - Juan Martín Barbas Iriarte (200 m, 400 m) - Francisco Victor Zufiaurre (1500 m, 5000 m) | Frauen - Saleme Buenanueva (Siebenkampf) - Eunice Lescano (3000 m Hindernis) |

### Rudern
| Männer - Bruno Gabriel Amer (Doppelzweier) - German Ariel Amer (Doppelzweier) |

### Schwimmen
| Männer - Gianluca Bertotto - Enzo Ismael Macedo - Agustin Rasche - Nicolás Ignacio Retrive - Juan Ignacio Silva Moreno | Frauen - Josefina Allport - Martina Barbeito - Belen Lahoz - Eliana Martini - Mia Martinicorena - Aixa Recchioni - Delfina Varela |

### Volleyball
| Männer - Francesco Castellani - Pedro Joaquin Vanzetti Cisnero - Marco Adriano Maggio - Elian David Carricaburu - Thomas Drimal - Santiago Brener - Santino Bonora - Lorenzo Baracetti - Fabricio Barucco - Tomas Ezequiel Faggiano - Germán Zhi Rui Dong - Bruno Martin Grynszpan | Frauen - Lucia López Fresco - Maria Paz Castro Uriarte - Camila Roman - Selene Paine Kees - Guadalupe Del Arco Pugliese - Luciana Belén Arenoso - Astrid Irene Repp - Candelaria Rodríguez Tomps - Martina Pacho Gervasini - Julissa Pompeo Mora - Emma Montesinos - Mikaela Daniela Kurchan Monzon |